# آموس جوردن
آموس جوردن (بالإنجليزية: Amos Jordan)‏ هو أستاذ جامعي أمريكي، ولد في 15 فبراير 1922، وتوفي في 7 يونيو 2018.